# ヤマクルマガイ
ヤマクルマガイ Spirostoma japonicum は、ヤマタニシ科の陸産貝類の1種。ごく平らな殻を持ち、蓋が円錐形に高く盛り上がっている。

## 特徴
殻は円座形で螺塔はほとんど平らになっている。螺層は4.5層で各層はよく膨らんでいて繋ぎ目は深くなっている。体層は大きくて丸い。殻皮は滑らかで黄褐色、光沢がある。殻口は丸く、前向きにやや傾き、その縁は滑らか、分厚くなってやや反転している。臍孔はとても広くて、その内側に全部の螺層を見ることが出来る。殻の大きさには雌雄の二型があり、雌の殻の方が大きくて殻高6.4-7.1mm、殻径11.8-15.7mmであるのに対して、雄では殻高5.8-6.8mm、殻径11.8-15.7mmである。
殻の蓋は丸くて革質で、外側は円錐形に中央が高まっており、その表面に螺旋の模様があってまるでハエの蛹のようにも見える。

## 分布と生息環境
本州の中部以南・以西から四国、九州に分布する。国外では朝鮮半島南部からも知られる。
林の下、特に砂丘の灌木林の下に多い。樹種としてはタブノキ、ヤブニッケイ、ウバメガシ（いずれも日本南部の海岸林の代表的な構成種）の下の落葉に生息する。

## 類似種など
屋久島、種子島、口ノ島には本種に似ているが殻高6mm、殻径10.5mmとはっきりと小型のものがあり、これをヒメヤマクルマガイ S. j. nakadai と言う。本種の亜種とされるがかつては別種に扱っていた。これ以外には日本では類似の種はない。

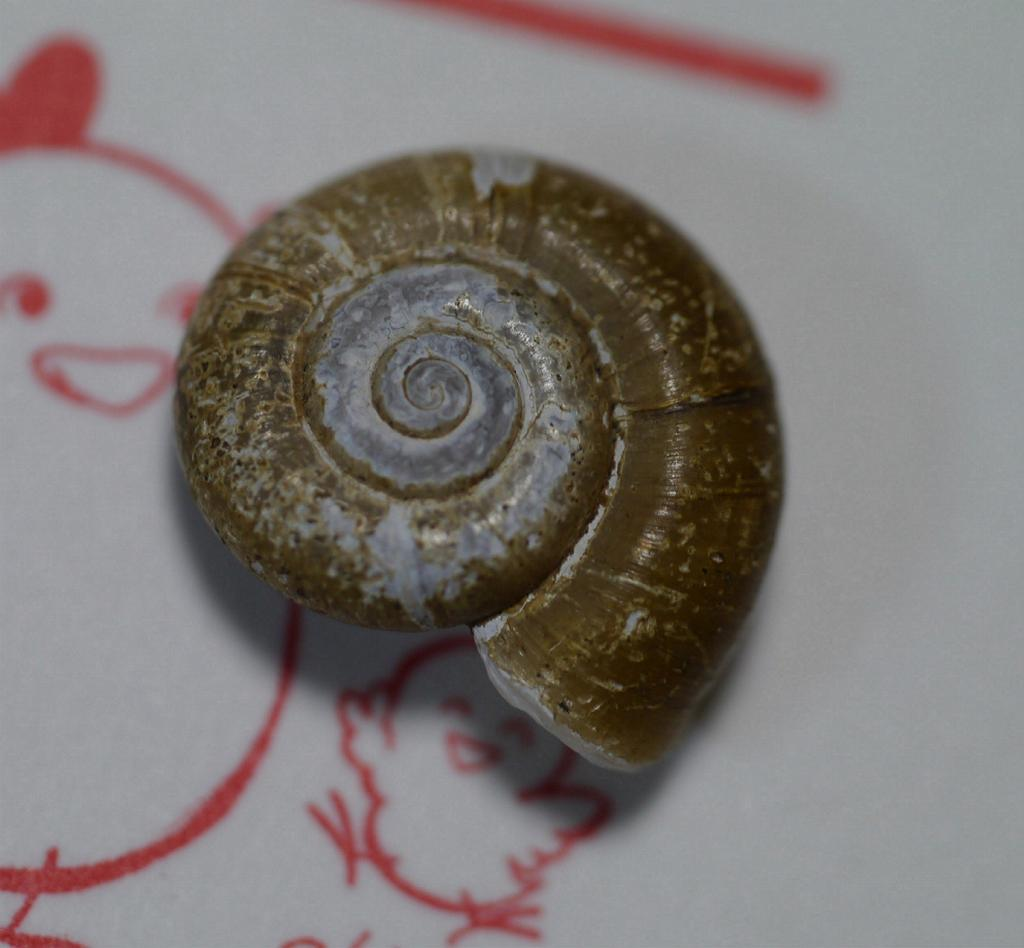
殻の上面
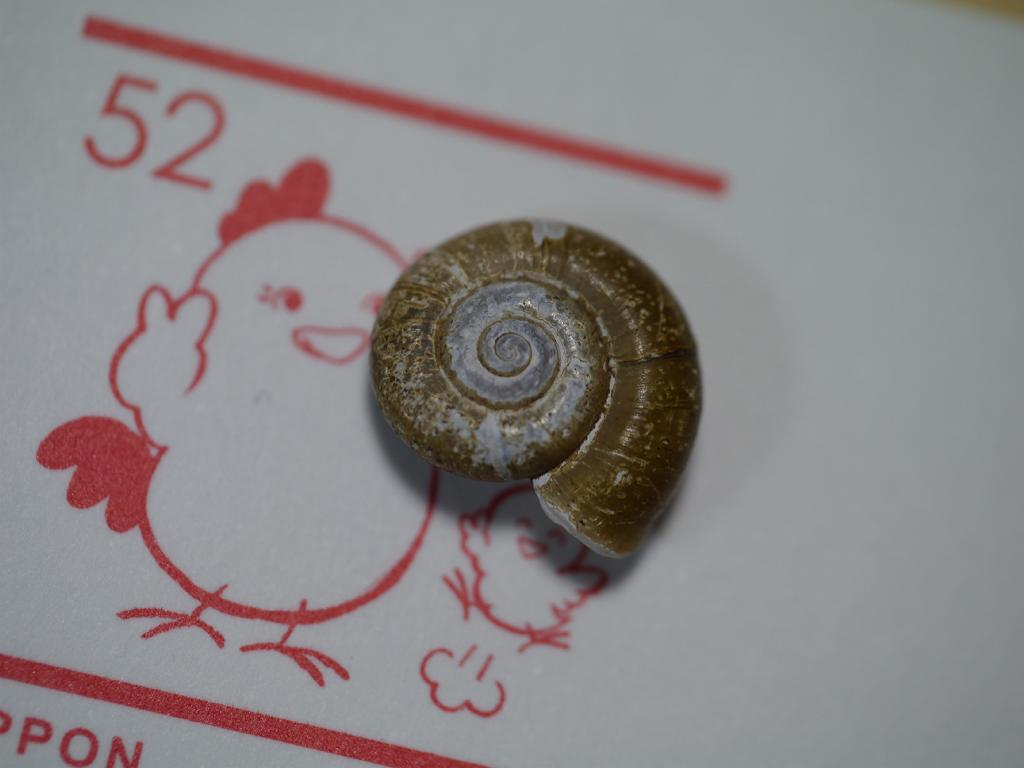
大きさ:年賀状の切手部分で
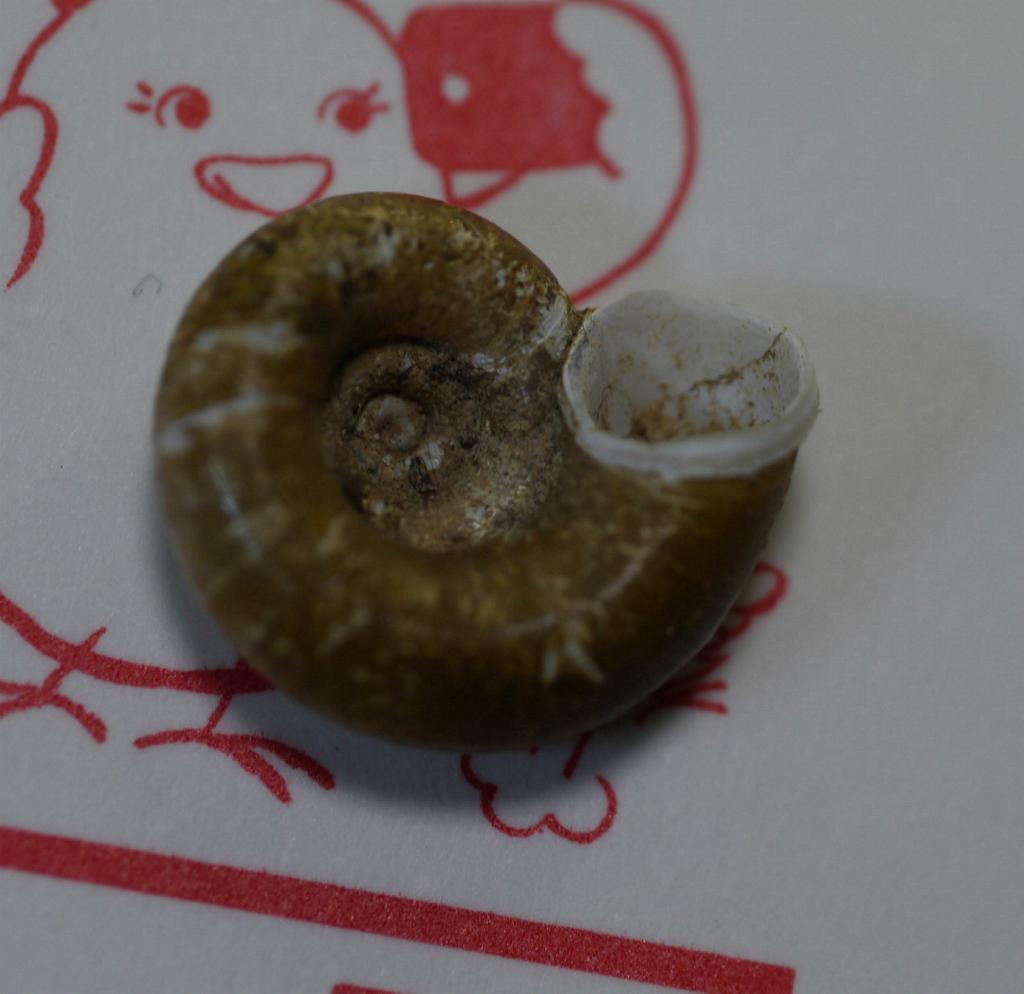
裏面・ヘソの内側に巻いている殻が見える。
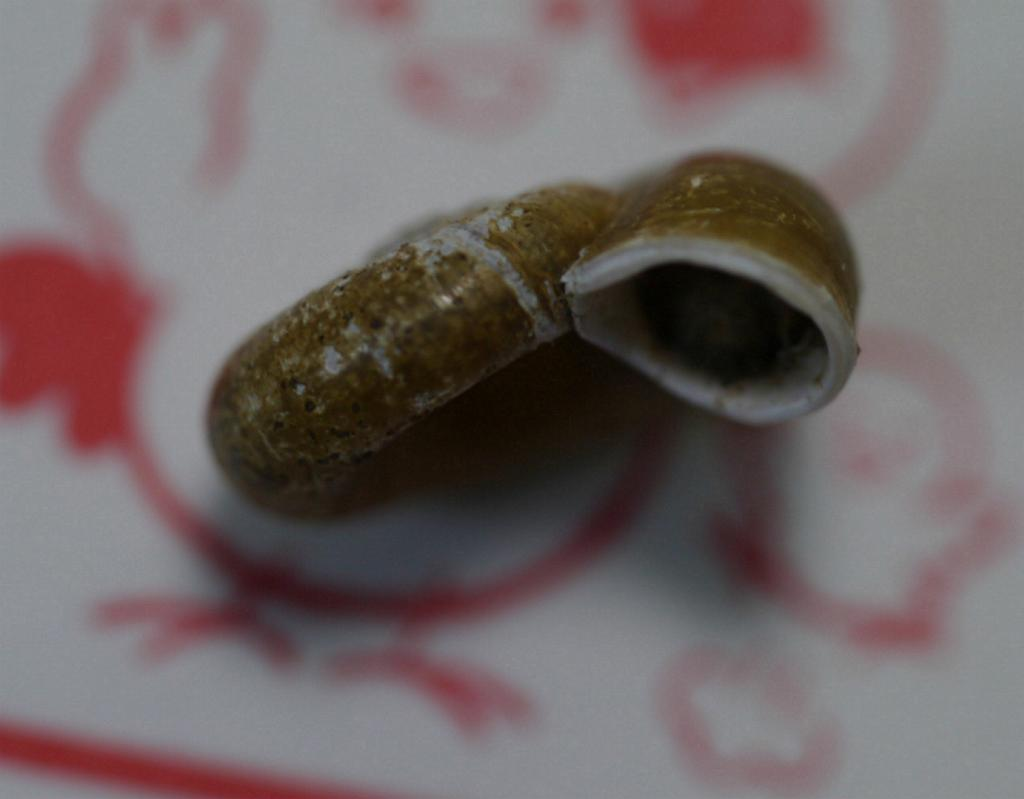
殻口側